# Драган Богетић
Драган Богетић (Београд, 24. јануар 1953) српски је историчар и дописни члан САНУ.

## Биографија
Магистрирао је а потом и докторирао 1988. године на Факултету политичких наука у Београду, смеру за међународне односе. Његова магистарска теза је „Неутралност и несврстаност” а докторска теза одбтањена 1988. године је „Корени и детерминанте југословенске несврстаности”.
У Институту за савремену историју радио је од 1984. до 2020. године.
Ужа област Богетићевог научног рада јесте покрет несврстаних, спољна политика Југославије и односи великих сила према Југославији.
Научни је саветник Института за савремену историју.
Написао је преко 100 научних чланака.

## Дела
Књиге
- Настанак и развој покрета несврстаних (1961—1981), коаутор, Београд, 1981.[7]
- Хронологија несврстаности 1956—1980, коаутор, 1982.[8]
- Корени југословенског опредељења за несврстаност, 1990.[9]
- Југославија и Запад: 1952—1955. Југословенско приближавање НАТО-у, 2000.[10]
- Хронологија југословенско-бугарских односа 1878—2003, Београд, 2003.[11]
- Нова стратегија југословенске спољне политике (1956—1961) (2006).[12]
- Тршћанска криза 1945—1954, коаутор са Бојаном Димитријевићем, Београд, 2009.[13]
- Југославија и арапско-израелски рат 1967, Београд,коаутор са Александром Животићем, 2010.[14]
- Југословенско амерички односи (1961—1971), Београд, 2012.[15]
- Несврстаност кроз историју: од идеје до покрета, 2019.[16]

Одабрани научни радови
- Чланство Југославије у Балканском савезу и НАТО пакт, 1991.
- Војна сарадња Југославије и САД, 1993.
- Југословенско спољнополитичко лутање између Истока и Запада и случај Ђилас—Дедијер, 2001.
- Други југословенско—совјетски сукоб 1958, 2004.
- Погоршање југословенско—америчких односа после првог самита Несврстаних у Београду, 2006.
- Југословенско-амерички односи у светлу војне интервенције у Чехословачкој 1968, 2007.
- Југославија и САД. Од спорења ка сарадњи. Искушења на путу нормализације односа током 1963. године, 2009.
- Међународни положај Југославије у време првих спољнополитичких потеза Џонсонове администрације, 2010.
- Југославија и светско тржиште капитала: америчка финансијска подршка југословенским развојним програмима крајем 50—их година, 2010.
- Криза југословенског друштва почетком 70—их година и питање совјетске помоћи опстанку Титовог режима, 2010.
- Тито и несврстани: искушења на путу стварања асоцијације ванблоковских држава, 2011.